# Ann-Christin Strack
Ann-Christin Strack (* 20. Dezember 1993 in Gießen) ist eine ehemalige deutsche Bobfahrerin und Sprinterin.

## Leben
2009 begann Strack mit der Leichtathletik und spezialisierte sich auf den Sprint. Seit 2015 ist sie als Bremser in der deutschen Nationalmannschaft. In der Saison debütierte sie im Europacup und gewann bei der Juniorenweltmeisterschaft in Winterberg 2016 im Zweierbob mit Kim Kalicki die Silbermedaille.
Beim Bob-Weltcup debütierte sie in der Saison 2015/16 am 5. Dezember 2015 in Winterberg. Das Rennen beendete sie auf dem siebten Platz. Ihren ersten Weltcupsieg, der auch ihr erster Podiumsplatz war, errang sie am 15. Dezember 2018 in Winterberg mit Stephanie Schneider.
Bei den Olympischen Winterspielen 2018 in Pyeongchang war sie Mitglied der deutschen Nationalmannschaft, nahm aber an den Wettbewerben nicht teil.
Strack nahm an zwei Bob- und Skeleton-Weltmeisterschaften teil und gewann in Whistler 2019 mit Stephanie Schneider die Silbermedaille.
Bei den Europameisterschaften 2019 in Schönau am Königssee gewann sie mit Stephanie Schneider die Silbermedaille und 2017 in Igls mit Anna Köhler die Bronzemedaille.
2022 gab sie das Karriereende bekannt.

## Wettkampfergebnisse

### Weltmeisterschaft
- 2 Medaillen:
  - Silbermedaille (Zweierbob in Whistler 2019).
  - Silbermedaille (Zweierbob in Altenberg 2021).

### Europameisterschaft
- 3 Medaillen:
  - Silbermedaille (Zweierbob in Schönau am Königssee 2019);
  - Silbermedaille (Zweierbob in Winterberg 2021);
  - Bronzemedaille (Zweierbob in Igls 2018).

### Junioren-Weltmeisterschaft
- 1 Medaille:
  - Silbermedaille (Zweierbob in Winterberg 2016).

### Weltcup
- 10 Podestplätze im Zweierbob:
  - 3 Siege
  - 3 zweite Plätze
  - 4 dritte Plätze

#### Weltcupsiege
| Datum             | Ort        | Land        | Disziplin                         |
| ----------------- | ---------- | ----------- | --------------------------------- |
| 15. Dezember 2018 | Winterberg | Deutschland | Zweierbob mit Stephanie Schneider |
| 19. Januar 2019   | Innsbruck  | Österreich  | Zweierbob mit Stephanie Schneider |
| 19. Dezember 2021 | Königssee  | Deutschland | Zweierbob mit Kim Kalicki         |

### Deutsche Meisterschaft
- 1 Medaille:
  - 1 Silbermedaille (Zweierbob in Winterberg 2019[2]).

### Europapokal
- 1 zweiter Platz